# کاترین کاستل
کاترین کاستل (فرانسوی: Catherine Castel‎؛ زادهٔ ۵ فوریهٔ ۱۹۴۸) هنرپیشه و کارگردان فیلم اهل فرانسه است. او بیشتر برای حضور در فیلم‌های ژان رولین، کارگردان فیلم و نویسنده اهل فرانسه شناخته می‌شود.
از فیلم‌ها یا مجموعه‌های تلویزیونی که وی در آنها نقش داشته‌است می‌توان به لب‌های خون اشاره کرد.